# Sobel Zarzecki
Sobel Zarzycki, Sobel Zarzecki (657 m) – szczyt w Paśmie Radziejowej w Beskidzie Sądeckim. Wznosi się w grzbiecie opadającym z Okrąglicy Południowej w północno-zachodnim kierunku do Dunajca w należącym do miejscowości Zarzecze osiedlu Zarzecze w województwie małopolskim, w powiecie nowosądeckim, w gminie Łącko. Grzbiet ten oddziela dolinkę potoku Sobel (po orograficznie lewej stronie) od dolinki bezimiennego potok spływającego dolinką po prawej stronie grzbietu. Sobel Zarzecki jest porośnięty lasem, z wyjątkiem części stoków północnych, na których znajdują się pola uprawne i zabudowania osiedla Załazie.
Między Soblem Zarzeckim a znajdującym się po drugiej stronie i należącym do Gorców wzniesieniem Wietrznice Dunajec dokonał swojego kolejnego przełomu.
Przez Sobel Zarzecki nie prowadzą żadne znakowane szlaki turystyczne. Znajduje się na obszarze Popradzkiego Parku Krajobrazowego. W latach 2013–2014 na 133 stanowiskach w Polsce, w tym m.in. na Soblu Zarzeckim przeprowadzono monitoring jaworzyn i lasów klonowo-lipowych (Tilio platyphyllis – Acerion pseudoplatani) na stromych stokach i zboczach. Na Soblu Zarzeckim stwierdzono pogorszenie się wskaźnika gatunek dominujący, zwiększone pozyskiwanie drewna i inne przekształcenia związane z użytkowaniem lasu oraz ekspansywne rozprzestrzenianie się jeżyny gruczołowatej spowodowane dużym prześwietleniem koron drzew.